# 베를린 텔레비전탑

베를린 텔레비전탑

베를린 텔레비전탑(독일어: Berliner Fernsehturm, 영어: Berlin Television Tower)은 독일 베를린에 위치한 방송탑이다. 미테구 알렉산데르 광장(Alexanderplatz)에서 가깝다. 동독 통치기인 1965년부터 1969년에 걸쳐 건설되었다. 높이 368m로 독일에서 가장 높은 건조물이다.
1964년 동독을 통치하고 있던 독일 사회주의 통일당의 지도자 발터 울브리히트는 알렉산데르 광장 부근에 텔레비전 송신탑을 건설하는 것을 허락하기로 하였다. 서독에 있던 슈투트가르트 텔레비전 송신탑과 세계 최초의 인공위성 스푸트니크를 모델로 하였다.
방송탑의 강철 돔에 태양이 비치면 마치 십자가 모양으로 반사되는 일이 잦았는데 이는 건축가가 예상하지 못했던 일이었다. 당시 동베를린 시민들은 이 모습을 "교황의 복수(復讐, Rache des Papstes)"라고 불렀다.